# Сарбанд (бахш, Іран)
Сарбанд (перс. سربند) — бахш (район) в Ірані, в шагрестані (мала адміністративна одиниця Ірану (область)) Шазанд остану (провінції) Марказі. За даними перепису 2006 року, його населення становило 14492 особи, які проживали у складі 3664 сімей.

## Дегестани
До складу бахша входять такі дегестани:
- Гендудур
- Мальмір